# لاس پالماس-خوآرز (تگزاس)
لاس پالماس-خوآرز (به انگلیسی: Las Palmas-Juarez) یک منطقهٔ مسکونی در ایالات متحده آمریکا است که در شهرستان کمرون، تگزاس واقع شده‌است. لاس پالماس-خوآرز ۱٫۰ کیلومتر مربع مساحت و ۱٬۶۶۶ نفر جمعیت دارد.